# Sind
Sind es una región de Pakistán y es una de las provincias con Asamblea legislativa de su división político-administrativa.

## Historia actual

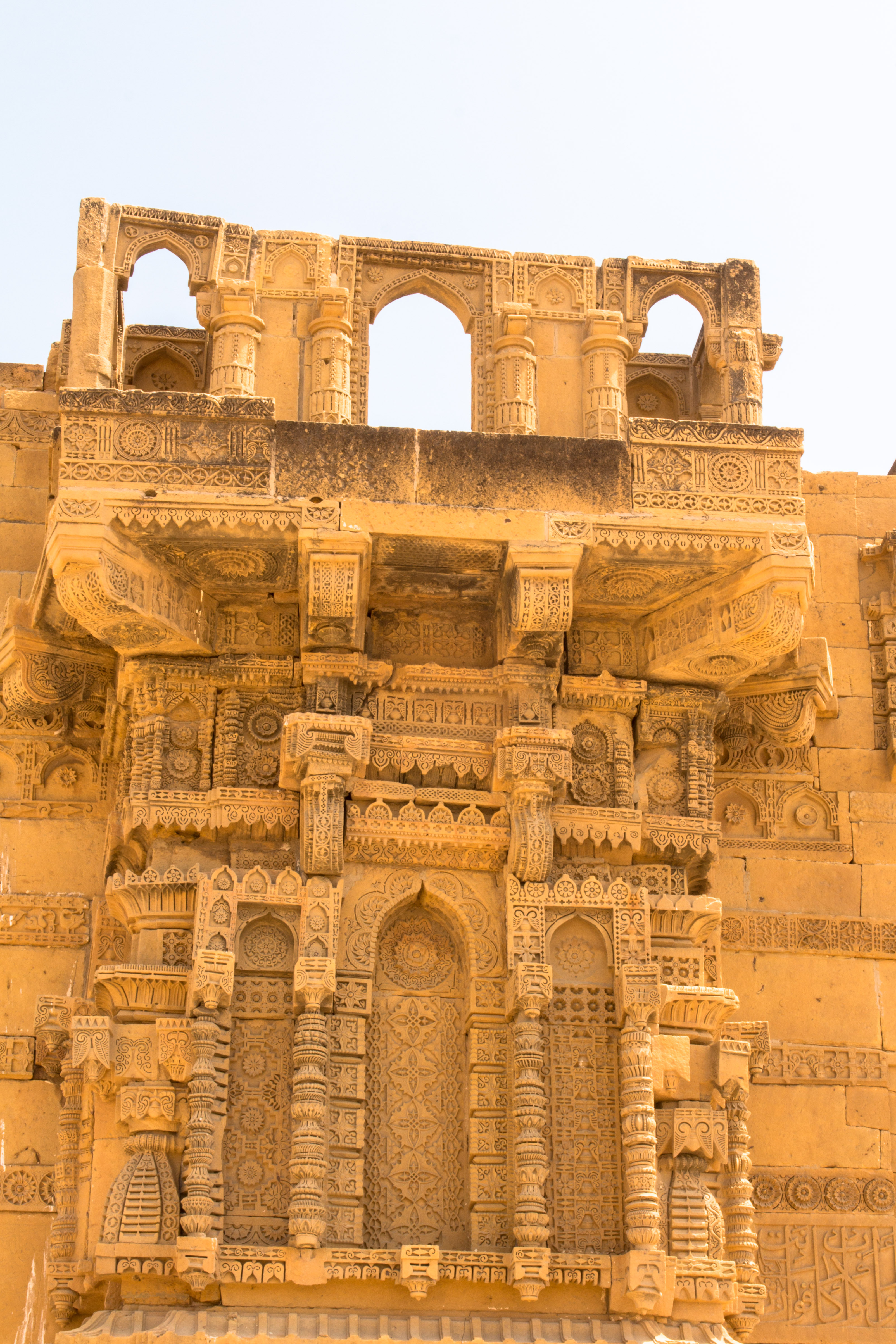
Universidad Estatal de Abjasia en Sujumi.

Tras la partición de 1947, el establecimiento de musulmanes de la India (los mohajir, refugiados) y la emigración de pastunes y habitantes de Baluchistán dejaron a los sindi en minoría en su provincia. En 1990 comenzaron los incidentes entre miembros del Partido Popular de Pakistán y el MQM (partido que representaba a los mojayir), llevando finalmente a la dimisión del ministro de Sind, Quaim Shah, que fue sucedido por Aftab Mirani (ambos eran del PPP).
Por otro lado, el Jaye Sindh, partido regionalista, reclamaba autonomía y sostenía frecuentes choques con miembros del MQM. El líder sindi Qadir Magsi fue detenido y la situación se deterioró ante las protestas de sus seguidores. A finales de año el gobierno estatal de Pakistán, en manos del PPP, fue depuesto, y las asambleas provinciales canceladas. En las siguientes elecciones triunfó Nawaz Sharif de la Alianza Democrática Islámica (ADI).
En octubre de 1991 Tariq Javed del MQM fue designado primer ministro provincial provisional desatando las iras del Jaye Sindh (dividido en la facción Magsi y la facción Jaye Sindh Tehrik). En 1992 el líder sindi G.M. Syed fue encarcelado. Syed era partidario de la creación de un estado independiente llamado Sindhu Desh (que ya propuso antes de la partición e independencia en 1947) y dirigía el Movimiento Jaye Sindh y la Alianza Nacional de Sindh. En marzo de 1991 se formó el Partido Progresista Jaye Sindh dirigido por K. Majti. En 1993, Benazir Bhuto volvió al poder en Pakistán y el PPP formó gobierno en Sind. En 1994 el MQM propuso la división de Sind en dos provincias: una de sindis y otra de mojayires. G.M. Syed, líder sindi que propuso un Estado libre sindi desde los años treinta, murió en 1995 en un hospital tras tres años detenido. Qadir Magdi pasó a dirigir el Jaye Sindh. En las elecciones de 1997, el PPP no obtuvo la mayoría en Sind. En 1998, los sindis entraron en el Movimiento de Naciones Oprimidas de Pakistán (MNOP). Poco después, la inestable asamblea provincial quedó disuelta y puesta bajo control federal.

## Bandera
Como provincia pakistaní, Sind no tiene bandera. Como nación, no existe una bandera consensuada para la región. La propuesta más extendida es la del Jaye Sindh, cuya bandera debería ser la del Estado independiente de Sindu Desh. Este posee representación en la UNPO.

## Escudo de la provincia
Dentro de una figura contiene cinco hojas y una figurilla de Mohenjo-Daro flanqueado por ramas de laurel. Sobre el todo una estrella con el nombre "sind". Descansa, sin tocarla, en una media luna que simboliza la religión musulmana.

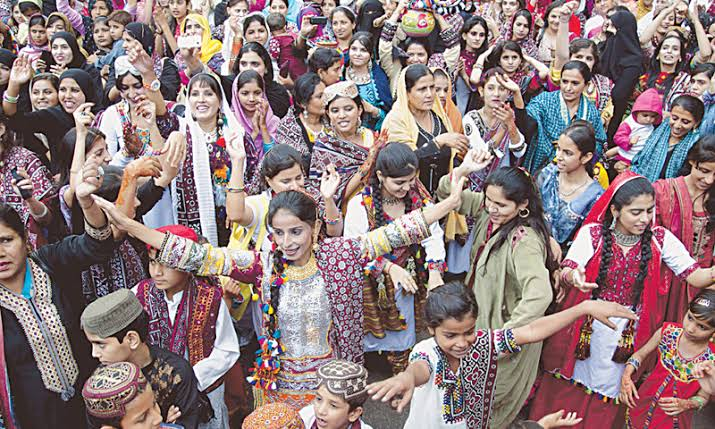
Cultura Sindh

## Nota
Esta región dio su nombre a la sandía.